# HD 90798
HD 90798，又名CD-48 5655，SAO 222081、HR 4111，是一颗恒星，视星等为6.1，位于銀經280.35，銀緯7.07，其B1900.0坐标为赤經10h 23m 56.2s，赤緯-48° 7.07′ 38″。